# Akredytywa standby
Akredytywa standby to zobowiązanie banku otwierającego do zapłaty kwoty akredytywy na pierwsze żądanie beneficjenta, jeżeli zleceniodawca akredytywy (importer) nie wywiąże się ze swych zobowiązań, tzn. nie zapłaci w uzgodnionym terminie za dostarczony towar lub usługę. Akredytywa standby zwana również zabezpieczającą jest akredytywą o charakterze gwarancji bankowej. Stosowana jest głównie przez banki amerykańskie i japońskie, gdzie nie funkcjonują formy gwarancji bankowych występujące w innych krajach.
Akredytywy standby mogą zostać otwarte w oparciu o UCP 600 lub ISP98 (International Standby Practices).
Główne korzyści dla beneficjenta: 
- skuteczna forma zabezpieczenia przed ryzykiem nieotrzymania zapłaty,
- umożliwia określenie wykazu wymaganych dokumentów,